# Eldorado do Carajás
Eldorado do Carajás är en kommun i Brasilien.   Den ligger i delstaten Pará, i den centrala delen av landet, 1 100 km norr om huvudstaden Brasília. Antalet invånare är 31 745.
Omgivningarna runt Eldorado do Carajás är huvudsakligen savann. Runt Eldorado do Carajás är det glesbefolkat, med 12 invånare per kvadratkilometer.